# 阿翁当斯
阿翁当斯（法語：Avondance，法語發音：[avɔ̃dɑ̃s]）是法国上法蘭西大區加来海峡省的一个市镇，属于蒙特勒伊区。

## 地理
阿翁当斯（50°28'35"N, 2°5'52"E）面积2.19 平方千米，位于法国上法蘭西大區加来海峡省，该省份为法国北部沿海省份，西北濒北海，南至索姆省，东临北部省。
与阿翁当斯接壤的市镇（或旧市镇、城区）包括：吕索维尔、普朗克、阿赞库尔。

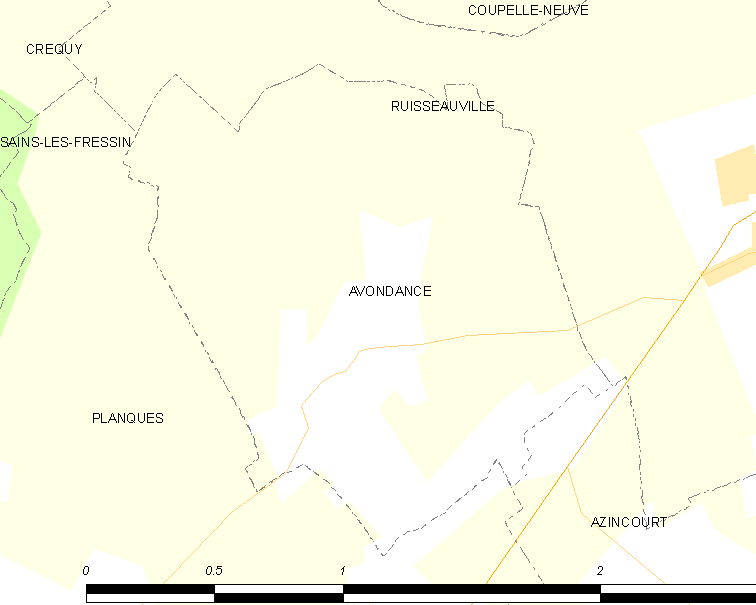
阿翁当斯的OSM定位图

阿翁当斯的时区为UTC+01:00、UTC+02:00（夏令时）。

## 行政
阿翁当斯的邮政编码为62310，INSEE市镇编码为62066。

## 政治
阿翁当斯所属的省级选区为弗吕日县。

## 人口

1962-2008年间阿翁当斯人口变化图示

阿翁当斯于2022年1月1日时的人口数量为33人。